# Lecokia cretica
Lecokia cretica är en växtart i släktet Lecokia och familjen flockblommiga växter. Den beskrevs av Jean-Baptiste de Lamarck som Cachrys cretica, och fick sitt nu gällande namn av Augustin Pyrame de Candolle 1829.
Arten är en perenn ört som förekommer från Kreta i väster till Iran i öster.